# 迪耶普站
迪耶普站是法国的一个铁路车站，位于法国北部海滨城市迪耶普。

## 位置
迪耶普站位于迪耶普市区的中部，迪耶普内港西侧，马洛奈－迪耶普铁路终点，距离鲁昂大约60公里。迪耶普站内是一个尽头式车站，站房位于车站北侧，列车只能从车站南侧进出车站。车站西侧为迪耶普汽车站（法語：Gare routière de Dieppe）。
在2013年底以前，迪耶普站曾开行直达巴黎的城际列车，后因客流不佳而停运。

## 停靠线路
以下列车线路在迪耶普站停靠：
| 迪耶普站列车线路表 |      |                   |          |              |
| 线路               | 车种 | 上一站            | 下一站   | 大致运行频率 |
| 鲁昂—迪耶普        | TER  | 欧费/锡河畔圣欧班 | （终点） | 每天7~16趟   |
| 1.                 |      |                   |          |              |

## 配套交通

### 长途客车
| 停靠迪耶普站的大巴车 |                    | |
| 上下车地点           | 运营单位           | 主要线路及目的地 |
| 迪耶普汽车站         | Flixbus            | - 742线：巴黎马约门、巴黎戴高乐机场 |
| 迪耶普汽车站         | 滨海塞纳省城际客运 | - 01线：奥夫朗维尔、布拉希、拉加亚尔德 - 61线：滨海瓦朗日维尔、滨海圣欧班、科地区圣瓦勒里 - 63线：大托尔西、小托尔西、贝朗孔布尔 - 64线：贝朗格勒维尔、昂韦默、圣旺苏巴伊 - 66线：珀蒂科 - 67线：鲁梅尼勒-布泰耶、阿尔克拉巴塔耶、圣欧班勒科夫、昂韦默 - 68线：珀蒂科、滨海克里耶勒、勒特雷波尔 - 76线：科地区巴克维尔、萨讷圣瑞斯特、韦内唐维尔 |
| 迪耶普汽车站         | SNCF Car TER       | （当某条铁路线施工或罢工时，SNCF可能也会提供途径该线路沿途站点的大巴车） |
| 1. 2. 3. 4.          |                    | |

### 市内交通
| 迪耶普站附近的市内公共交通线路 |              | |
| 公交车站名称                   | 位置         | 停靠线路 |
| Gare SNCF 火车站               | 迪耶普站门口 | - 1路：迪耶普-卡拉韦勒 ↔ 锡河畔圣欧班-梅基瓦勒医院 - 2路：迪耶普-美阳 ↔ 迪耶普-杜勒伊谷 - 3路：迪耶普-昂戈桥 ↔ 迪耶普-贝勒韦代尔 / 杜勒伊谷 - 5路：迪耶普-昂戈高中 ↔ 阿尔克拉巴塔耶-空军基地 - 10路：迪耶普-火车站 ↔ 奥夫朗维尔-雷塞德尔 - 14路：迪耶普-美阳 ↔ 迪耶普-杜勒伊谷 |
| 1. 2. 3.                       |              | |

### 社会车辆
迪耶普站门口设有社会车辆停车场。

## 临近车站
| 迪耶普站（Gare de Dieppe）     |                    |          |
| 上行车站                       | 线路               | 下行车站 |
| 锡河畔圣欧班站 25.7km ←        | 马洛奈－迪耶普铁路 | （终点） |
| - 本表仅显示运营中的线路及车站 |                    |          |